# NGC 805
NGC 805 este o galaxie lenticulară situată în constelația Triunghiul. A fost descoperită în 26 septembrie 1864 de către Heinrich Louis d'Arrest. Se află la o distanță de 61,17 de megaparseci de Pământ.